# Arquidiocese de Díli
A Arquidiocese de Díli (em latim: Archidiœcesis Diliensis) é uma circunscrição eclesiástica da Igreja Católica situada em Díli. Seu atual arcebispo é Virgílio do Carmo da Silva, S.D.B. Sua Sé é a Catedral da Imaculada Conceição de Díli.
Possui 28 paróquias servidas por 149 padres, contando com 617.898 habitantes, com 94,8% da população jurisdicionada batizada. A Arquidiocese de Díli, tem como sufragâneas as Dioceses de Baucau e Maliana.

## História
É a mais antiga diocese de Timor-Leste, erigida a 4 de setembro de 1940 pela Bula papal Sollemnibus Conventionibus do Papa Pio XII, abraçando todo o território do então Timor português. Era sufragânea da Arquidiocese de Goa e Damão. Antes da erecção desta diocese, todo o seu território estava incluído num vicariato apostólico supervisionado pela Diocese de Macau.
Em 1 de janeiro de 1976 por força da Bula Ad nominum do Papa Paulo VI torna-se uma Sé imediatamente sujeita à Santa Sé.
Em 30 de novembro de 1996, em pleno período de ocupação indonésia, perdeu uma parte do seu território com a criação da Diocese de Baucau, e em 30 de janeiro de 2010, cede outra parte do seu território, com a criação da Diocese de Maliana.
A 11 de setembro de 2019, o Papa Francisco elevou a diocese à Arquidiocese metropolitana, recebendo como sufragâneas as Dioceses de Baucau e Maliana.

## Prelados
| #                           | Nome                                       | Período   | Notas                            |
| Arcebispo                   | Arcebispo                                  | Arcebispo | Arcebispo                        |
| --------------------------- | ------------------------------------------ | --------- | -------------------------------- |
| 1º                          | Virgílio Cardeal do Carmo da Silva, S.D.B. | 2019-     | Atual                            |
| Bispos                      |                                            |           |                                  |
| 4º                          | Virgílio do Carmo da Silva, S.D.B.         | 2016-2019 | Elevado à Arcebispo              |
| 3º                          | Alberto Ricardo da Silva                   | 2004-2015 |                                  |
| 2º                          | José Joaquim Ribeiro                       | 1967-1977 |                                  |
| 1º                          | Jaime Garcia Goulart                       | 1945-1967 |                                  |
| Bispo coadjutor             |                                            |           |                                  |
|                             | José Joaquim Ribeiro                       | 1965-1966 |                                  |
| Administradores apostólicos |                                            |           |                                  |
|                             | Basílio do Nascimento                      | 2015-2016 | Segunda vez                      |
|                             | Basílio do Nascimento                      | 2002-2004 |                                  |
|                             | Carlos Filipe Ximenes Belo, S.D.B.         | 1983-2002 | Administrador Apostólico emérito |
|                             | Martinho da Costa Lopes                    | 1977-1983 |                                  |
|                             | Jaime Garcia Goulart                       | 1941-1945 |                                  |

## Instituições vinculadas
Administra o Seminário Maior Interdiocesano de São Pedro e São Paulo, o Seminário Menor de Nossa Senhora de Fátima e a Escola Secundária São José Operário.